# Nestory
Nestory (Nestoridae) – monotypowa rodzina ptaków z rzędu papugowych (Psittaciformes).

## Zasięg występowania
Rodzina obejmuje gatunki występujące w Nowej Zelandii.

## Charakterystyka
Długość ciała 45–48 cm; masa ciała 550–922 g. Ptaki te charakteryzują się wąską, długą górną szczęką; upierzenie jest zielonobrązowe. W zniesieniu cztery jaja.

## Systematyka

### Etymologia
- Nestor: epitet gatunkowy Psittacus nestor Latham, 1790[a]; w mitologii greckiej Nestor (gr. Νεστωρ Nestōr) był siwowłosym, starym i mądrym królem Pylos podczas oblężenia Troi[7].
- Centrourus: gr. κεντρον kentron „kolec”; ουρα oura „ogon”[8]. Gatunek typowy: Centrourus dasyptilus Swainson, 1837 (= Psittacus meridionalis J.F. Gmelin, 1788).
- Doreenia: Doreen Edith Peall z domu Hordern (1901–1997), australijska bywalczyni salonów, ornitolożka amatorka[9]. Gatunek typowy: Nestor notabilis Gould, 1856.

### Podział systematyczny
Do rodziny należy jeden rodzaj Nestor z następującymi gatunkami:
- Nestor notabilis Gould, 1856 – nestor kea
- Nestor productus (Gould, 1836) – nestor skalny – takson wymarły, ostatni żywy osobnik żył w Londynie w 1851 roku[11]
- Nestor meridionalis (J.F. Gmelin, 1788) – nestor kaka

Na Wyspach Chatham (Nowa Zelandia) występował wymarły gatunek z tego rodzaju, Nestor chathamensis Wood, Mitchell, Scofield & Tennyson, 2014, znany jedynie z odnalezionych kości.